# Boris Kostelanetz
Boris Kostelanetz (* 16. Juni 1911 in St. Petersburg; † 31. Januar 2006 in New York City) galt als wichtiger Experte und Anwalt in Steuerangelegenheiten. Bekannt wurde er zunächst durch seine Beteiligung an der Aufklärung der Unterwanderung der Filmindustrie von Hollywood.

## Biografie
Boris Kostelanetz war das Kind einer wohlhabenden Familie, die 1920 auf Grund der Folgen der Februarrevolution 1917 nach New York City emigrierte.
Er begann 1933 als Buchhalter bei Price Waterhouse und besuchte die St. John's University Law School. Nach seinem Jurastudium arbeitete er für die Justiz und wurde 1939 stellvertretender Staatsanwalt. Dabei half er insbesondere bei der Aufklärung der Verbindung des Chicago Outfit zur Filmindustrie in Hollywood.
Am 30. Dezember 1943 wurden Paul Ricca, Phil D’Andrea, Johnny Roselli, Willie Bioff etc. zu langjährigen  Haftstrafen im Staatsgefängnis von Atlanta verurteilt. Diese versuchten ihre Verlegung ins Bundesgefängnis Leavenworth zu erreichen, aber Boris Kostelanetz hatte sich dagegen ausgesprochen. Unter seinem Nachfolger General Clark wurde im Juli 1945 die Verlegung durchgeführt und am 6. August 1947 wurden die Inhaftierten sogar vorzeitig gegen Zahlung einer Strafe von 500.000 US-Dollar freigelassen. Später stellte sich heraus, dass der Anwalt des Outfit ein persönlicher Freund des Vorsitzenden des Bewährungsausschusses war. Diese bemerkenswerten Umstände führten zu einer Anhörung im Kongress im September 1947.
Kostelanetz war außerdem der Kurator der New York University und Präsident der Vereinigung der Anwälte von New York. Zu seinen Klienten als Steueranwalt (Kostelanetz & Fink,) zählte u. a. auch Nelson Rockefeller.